# Plavea, Skole
Plavea (în ucraineană Плав'я) este o comună în raionul Skole, regiunea Liov, Ucraina, formată numai din satul de reședință.

## Demografie
Componența lingvistică a comunei Plavea
     Ucraineană (99,78%)
     Alte limbi (0,22%)
Conform recensământului din 2001, majoritatea populației comunei Plavea era vorbitoare de ucraineană (99,78%), existând în minoritate și vorbitori de alte limbi.